# Fiction Plane
Fiction Plane est un groupe de rock britannique formé à Londres en 2000. Le groupe est composé du batteur Pete Wilhoit, du guitariste Seton Daunt et de Joe Sumner, chanteur et bassiste. Sumner est le fils aîné de Sting (Gordon Sumner) du groupe The Police,.

## Biographie
Joe Sumner (voix, guitare) et Dan Brown (claviers, basse) forment Santa's Boyfriend à Londres en 1999, ils sont tous deux inspirés par la musique de Nirvana. La formation, complétée par le guitariste Seton Daunt et le batteur Olly Taylor, enregistre la démo Swings and Roundabouts.
Rebaptisé Fiction Plane, le groupe signe chez MCA en 2002 et enregistre un premier album intitulé Everything Will Never Be OK sous la direction de David Kahne. Le batteur Olly Taylor quitte le groupe avant l'enregistrement, il est remplacé sur le disque par le musicien de studio Abe Laboriel Jr. Le batteur américain Paul Wilhoit est ensuite recruté avant que le groupe parte en tournée. L'album du quatuor sort aux États-Unis en mars 2003 mais sa promotion est perturbée par la fusion entre les labels MCA Records et Geffen. Fiction Plane écrit de nouvelles chansons et tourne aux États-Unis et au Japon.
Le EP quatre titres Bitter Forces and Lame Race Horses produit par Paul Corkett sort en 2005. Fiction Plane joue en première partie sur sept dates de la tournée Broken Music de Sting.
Le bassiste Dan Brown quitte le groupe fin 2006. Le second album Left Side of the Brain dont fait partie la chanson "Two Sisters" est enregistré en trio par Joe Sumner maintenant à la basse, Seton Daunt à la guitare et Pete Wilhoit à la batterie. Le disque est édité par le label indépendant Bieler Bros Records en mai 2007, et toujours produit par Paul Corkett.
Le groupe assure la première partie de The Police aux États-Unis et en Europe, notamment les 29 et 30 septembre 2007 au Stade de France à Paris.
Le 23 mars 2009, Fiction Plane a sorti son premier DVD live. Enregistré au Paradiso à Amsterdam le 7 décembre 2008, il contient le concert, une version inédite de "It's a lie" et des photos de la tournée.
Durant l'été 2009, Fiction Plane a fait une apparition au Festival des Vieilles Charrues (aux côtés de Bruce Springsteen et de The Killers) et aux Enfants du Rock (Nice).
Le dernier album intitulé "Sparks" est sorti le 10 mai 2010 en France. Les titres "Push me around"  et "Out of my face" ont été édités en single.
La pochette de cet opus est encore une fois dessinée par l'illustrateur Alex Lake.

## Discographie
Albums
EP
- Bitter Forces and Lame Race Horses, Universal/Everybody's Records, 2005